# Szúdy Nándor
Szúdy Nándor (Ipolyság, 1913. május 30. – Budapest, 1975. április 16.) magyar festő, református lelkész.

## Életpályája
Szúdy János (1868–1951) csendőrőrvezető, később törvényszéki altiszt és Kinizsi Jolán (1878–1955) fia. 1931 és 1935 között Losoncon tanult, majd Budapesten járt Theológiai Akadémiára. 1933 és 1935 között Szőnyi István szabadiskolájában képezte magát. Ezután református lelkészként végzett szolgálatot; 1935 és 1947 között a Felvidéken, majd 1947 és 1972 között Budapesten. A református egyházművészet megújítójának tartják. 1939-ben a Gresham Asztaltársaság, 1943-ban a Nemzeti Szalon egyesület tagja volt.
Házastársa Dános Lili zongoraművésznő volt, akit 1936. november 22-én Budapesten vett nőül.

## Egyéni kiállításai
- Műterem Galéria, Budapest (1939)
- Tamás Galéria, Budapest (1941)
- Fókusz Galéria, Budapest (1947)
- Rózsa Ferenc Művelődési Ház, Budapest (1959)
- Gateway Theatre, Edinburgh (1962)
- Glasgow (1962)
- Fővárosi Művelődési Ház, Budapest (1978)
- Pataky Művelődési Központ, Budapest (1982)
- Egyházművészeti Gyűjtemény, Sárospatak (1988)

## Részvétele csoportos kiállításokon (válogatás)
- 1937-től vett részt a Nemzeti Szalon és a Műcsarnok tárlatain Budapesten
- Pax in terra – Hotel International, Prága (1961)